# Étrépigny
Étrépigny é uma comuna francesa na região administrativa de Grande Leste, no departamento Ardenas. Estende-se por uma área de 4,25 km². Em 2010 a comuna tinha 304 habitantes (densidade: 71,5 hab./km²).